# Larry Crowne
 Larry Crowne és una pel·lícula estatunidenca dirigida per Tom Hanks i estrenada el 2011.

## Argument
Larry Crowne (Tom Hanks), un veterà de mitjana edat de la Navy és despatxat de la seva feina en uns grans magatzems, malgrat la seva antiguitat i satisfactori treballar, perquè la companyia ha decidit que la seva manca de formació universitària dificulta qualsevol possibilitat d'ascens. Larry, que està divorciat i viu sola, no pot trobar una feina i gairebé perd la seva casa. El veí de Larry, Lamar (Cedric the Entertainer), li aconsella matricular-se en la universitat local i tenir una formació que li permeti tenir millors oportunitats en el futur.
Coneixerà Mercedes Tainot, professora d'expressió oral, sota l'encant de la qual caurà...

## Repartiment
- Tom Hanks: Larry Crowne
- Julia Roberts: Mercedes Tainot
- Cedric the Entertainer: Lamar
- Taraji P. Henson: B'Ella
- Gugu Mbatha-Raw: Talia
- Bryan Cranston: Dean Tainot
- Pam Grier: Frances
- George Takei: Dr. Matsutani
- Rami Malek: Steve Dibiasi
- Rob Riggle: Jack Strang
- Wilmer Valderrama: Dell Gordo
- Maria Canals Barrera: Lala Pinedo
- Rita Wilson: Wilma Q. Gammelgaard
- Dale Dye: Cox

## Al voltant de la pel·lícula
- Es tracta de la segona direcció de Tom Hanks després de That Thing You Do!, el 1996.
- Larry Crowne  marca el retrobament entre Tom Hanks i Julia Roberts quatre anys després de La guerra d'en Charlie Wilson.